# Mo’onia Gerrard
Mo’onia Gerrard (ur. 15 listopada 1980, w Bathrust) – australijska netballistka, reprezentant kraju, obecnie (2008) gra w drużynie Adelaide Thunderbirds.
Siostra Marka Gerrarda, reprezentanta Australii w rugby.